# Calesia pellio
Calesia pellio är en fjärilsart som beskrevs av Felder 1874. Calesia pellio ingår i släktet Calesia och familjen nattflyn. Inga underarter finns listade i Catalogue of Life.